# Peter Runggaldier
Peter Runggaldier (Bressanone, 29 dicembre 1968) è un ex sciatore alpino italiano, vincitore di una medaglia iridata e di una Coppa del Mondo di supergigante.

## Biografia

### Carriera sciistica
Originario di Selva di Val Gardena, Peter Runggaldier (soprannominato Runghi) nel 1980 vinse la medaglia d'argento nella discesa libera al Trofeo Topolino.

#### Stagioni 1986-1994
Debuttò in campo internazionale in occasione dei Mondiali juniores di Bad Kleinkirchheim 1986, dove vinse la medaglia di bronzo nella combinata; l'anno dopo iniziò a gareggiare in Coppa del Mondo. Nel 1989 ottenne il primo piazzamento di rilievo in Coppa del Mondo, l'8 gennaio nel supergigante di Laax (11º), ed esordì ai Campionati mondiali, nella rassegna iridata di Vail, senza ottenere piazzamenti. Sempre nel 1989, il 10 dicembre, conquistò il primo podio in Coppa del Mondo nel supergigante di Val-d'Isère, classificandosi al 3º posto.
Ai Mondiali di Saalbach-Hinterglemm 1991 vinse la medaglia d'argento nella discesa libera e si classificò 7º nella combinata. Nella stagione seguente, alla vigilia dei XVI Giochi olimpici invernali di Albertville 1992, subì un infortunio al ginocchio destro, che lo tenne lontano dalle gare fino all'inizio della stagione 1992-1993. Ai Mondiali di Morioka 1993 fu 36º nella discesa libera, mentre l'anno dopo ai XVII Giochi olimpici invernali di Lillehammer 1994, sua prima presenza olimpica, si classificò 12º nella discesa libera e 15º nel supergigante.

#### Stagioni 1995-2000
Nella stagione 1994-1995 in Coppa del Mondo ottenne la sua prima vittoria, nel supergigante del 26 febbraio a Whistler, e a fine stagione si aggiudicò la Coppa del Mondo della specialità, primo italiano a ricevere quella coppa di cristallo, con 82 punti di vantaggio di Günther Mader. Nel 1996 partecipò ai Mondiali della Sierra Nevada (8º nella discesa libera, 11º nel supergigante) e, il 3 marzo a Happo One, ottenne la sua seconda e ultima vittoria in Coppa del Mondo; proprio in quella stagione colse il suo miglior piazzamento in classifica generale, 14º.
Ai Mondiali di Sestriere 1997 fu 12º nella discesa libera e 9º nel supergigante, mentre l'anno dopo ai XVIII Giochi olimpici invernali di Nagano 1998, sua ultima presenza olimpica, si classificò 19º nel supergigante e non completò la discesa libera. Prese parte per l'ultima volta a una rassegna iridata in occasione dei Mondiali di Vail/Beaver Creek 1999 (14º nel supergigante, non concluse la discesa libera) e si congedò dall'attività agonistica al termine della stagione successiva, con l'8º posto ottenuto nel supergigante di Bormio del 16 marzo 2000.

#### Bilancio della carriera
Specialista delle prove veloci, contribuì a far emergere lo sci alpino italiano (tradizionalmente più competitivo nelle specialità tecniche) anche nelle gare di discesa libera e supergigante. La squadra italiana di velocità, soprannominata "Italjet", di cui egli fece parte, riuscì negli anni 1990 a esprimersi agli alti livelli delle ben più quotate selezioni austriaca e svizzera.

### Altre attività
Dopo essersi ritirato, aprì una scuola di sci nel comune d'origine. Sposato, ha due figli tra i quali Teresa, a sua volta sciatrice alpina; era zio della saltatrice con gli sci Simona Senoner.

## Palmarès

### Mondiali
- 1 medaglia:
  - 1 argento (discesa libera a Saalbach-Hinterglemm 1991)

### Mondiali juniores
- 1 medaglia:
  - 1 bronzo (combinata a Bad Kleinkirchheim 1986)

### Coppa del Mondo
- Miglior piazzamento in classifica generale: 14º nel 1996
- Vincitore della Coppa del Mondo di supergigante nel 1995
- 12 podi:
  - 2 vittorie (entrambe in supergigante)
  - 5 secondi posti (3 in discesa libera, 2 in supergigante)
  - 5 terzi posti (2 in discesa libera, 3 in supergigante)

#### Coppa del Mondo - vittorie
| Data             | Località  | Paese    | Specialità |
| ---------------- | --------- | -------- | ---------- |
| 26 febbraio 1995 | Whistler  | Canada   | SG         |
| 3 marzo 1996     | Happo One | Giappone | SG         |

Legenda:

SG = supergigante

### Nor-Am Cup
- 1 podio (dati dalla stagione 1994-1995):
  - 1 secondo posto

### South American Cup
- 3 podi (dati dalla stagione 1994-1995):
  - 1 vittoria
  - 2 terzi posti

#### South American Cup - vittorie
| Data             | Località  | Paese     | Specialità |
| ---------------- | --------- | --------- | ---------- |
| 9 settembre 1994 | Las Leñas | Argentina | SG         |

Legenda:

SG = supergigante

### Campionati italiani
- 12 medaglie[6]:
  - 2 ori (supergigante nel 1991; supergigante nel 1997)
  - 4 argenti (discesa libera nel 1988; supergigante nel 1995; discesa libera, supergigante nel 1996)
  - 6 bronzi (discesa libera nel 1990; supergigante nel 1993; discesa libera, supergigante nel 1994; discesa libera nel 1995; discesa libera nel 1997)

## Riconoscimenti
- Atleta altoatesino dell'anno nel 1991 e nel 1995[7].